# Дамис (стратег Мегалополя)
Дамис (др.-греч. Δᾶμις; IV век до н. э.) — ветеран походов Александра Македонского, стратег Мегалополя.
Дамис был стратегом Мегалополя во время осады города войсками регента Македонской империи Полиперхона. Тактические приёмы Дамиса при обороне Мегалополя вошли в историю как пример успешного противодействия войску с боевыми слонами.

## Биография
Предположительно Дамис родился в городе Мегалополь на Пелопоннесе. Он участвовал в походах Александра Македонского, в том числе, возможно, в битве при Гидаспе, где обучился обращению с боевыми слонами. Квинт Курций Руф упоминает Амисса из Мегалополя в числе послов от нового царя к всадникам, которые изложили требования войска после смерти Александра Македонского в 323 году до н. э. По мнению канадского историка В. Хеккеля, в данном случае имеет место неверная передача имени Дамиса.
Предположительно по завершении Ламийской войны 323—322 годов до н. э. наместник царя в Македонии Антипатр назначил Дамиса эпимелетом (руководителем) Мегалополя. С началом Второй войны диадохов в 319 году до н. э. Мегалополь заключил союз с Кассандром. Город оказался единственным на Пелопоннесе из членов Коринфского союза, который не признал власть регента Македонской империи Полиперхона.
Вскоре, в 318 или 317 году до н. э., Полиперхон начал военный поход на Пелопоннес. Дамис стал ответственным за оборону стратегом. В его подчинении находилось около 15 тысяч мужчин, которые могли нести военную службу. Всех их определили на работы по укреплению стены и созданию нового оружия. Едва приготовления к осаде были завершены, к городу подошло войско Полиперхона, в котором находилось 65 боевых слонов. Полиперхон обустроил под стенами города два лагеря. По его приказу были построены деревянные башни выше городских стен. На башнях установили метательные машины для того, чтобы подавить сопротивление защитников Мегалополя на стенах. Одновременно была начата работа по прокладыванию подкопов под стены, в которые заложили зажигательные мины. В целом осада повторяла отработанную при Александре тактику взятия городов. После того как земля просела, обвалились городские башни. В ходе последующего сражения жители города под командованием Дамиса не только отбили натиск македонян, но и начали строить вторую линию обороны.
На следующий день войска Полиперхона стали расчищать поле битвы от обломков построек. Дамис понял план Полиперхона. Следует отметить, что это был первый известный в истории случай попытки ввести в город боевых слонов и использовать их в уличных боях. Предстоящей атаке боевых слонов Дамис противопоставил своего рода «минное поле». Он распорядился установить в бреши доски с гвоздями, которые слегка присыпали песком. На флангах Дамис поставил стрелков и метательные машины. Во время последующего штурма слоны шли впереди. Воины на флангах поразили погонщиков. Израненные гвоздями и стрелами слоны без управления погонщиков вышли из-под контроля. Они начали метаться по полю битвы и растоптали множество воинов Полиперхона. После того как рухнул главный слон, Полиперхон был вынужден прекратить штурм. При анализе сражения историк Я. Зайберт отмечал, что Полиперхон, в отличие от Дамиса, не имел опыта обращения с боевыми слонами. Тактические приёмы Дамиса при обороне Мегалополя вошли в историю как пример успешного противодействия войску с боевыми слонами. Технические находки Дамиса во время осады позволили Ю. Н. Литвиненко записать персонажа в число выдающихся механиков, инженеров и конструкторов античности.
Неудачный штурм, во время которого Полиперхон потерял своих слонов, стал спасительным для города. Регент империи уже не мог надеяться на быстрый захват Мегалополя. Также к нему поступали неутешительные известия с других фронтов. Поэтому Полиперхон был вынужден снять осаду и с ослабленным войском поспешил покинуть Пелопоннес.
В 315 году до н. э. Кассандр подтвердил за Дамисом статус эпимелета Мегалополя и Аркадии. В 313/312 году до н. э. все города на Пелопоннесе кроме Коринфа и Сикиона были завоёваны военачальником Антигона Телесфором. Предположительно, до или во время этого похода Дамис был низложен со своего поста.

### Исследования
- Абакумов А. А. Боевые слоны в истории эллинистического мира (последняя треть IV — II вв. до н. э.). — М.: ООО Издательство «Книга», 2012. — 116 с. — ISBN 978-5-91899-078-0.
- Дройзен И. Г. История эллинизма. — Ростов-на-Дону: Феникс, 1995. — Т. 2. — 544 с. — ISBN 5-85880-079-3.
- Литвиненко Ю. Н. Сатрап Птолемей и Сострат Книдский: захват Мемфиса // Вестник древней истории. — 1999. — № 2. — С. 32—49.
- Heckel W. Who's Who in the Age of Alexander and his Successors. From Chaironea to Ipsos (338—301 BC) (англ.). — Barnsley: Greenhill Books, 2021. — 554 p. — ISBN 978-1-78438-648-1.
- Kirchner J.[нем.]. Damis 1 // Paulys Realencyclopädie der classischen Altertumswissenschaft :  [нем.] / Georg Wissowa. — Stuttgart : J. B. Metzler’sche Verlagsbuchhandlung, 1901. — Bd. IV,2. — Kol. 2056.
- Kistler J. M. War Elephants (англ.). — Lincoln; London: University of Nebraska Press, 2007. — ISBN 978-0-8032-6004-7.
- Romm J. Ghost on the Throne : The Death of Alexander the Great and the War for Crown and Empire (англ.). — New York: Alfred A. Knopf, 2011. — 368 p. — ISBN 978-0-307-27164-8.